# 珠富雷
珠富雷是西非國家岡比亞的村落，由北岸區負責管轄，位於該國東部岡比亞河下游離河口約30公里處，毗鄰詹姆斯島，海拔高度25米，2010年人口約406。

## 外部連結
- Juffure photos, Information & Roots Story （页面存档备份，存于）

13°20′19″N 16°22′57″W / 13.33861°N 16.38250°W